# Сетин, Фёдор Иванович
Фёдор Иванович Сетин  — литературовед, специалист по русской детской литературе, методике преподавания национальных литератур. Эрзянин.

## Биография и деятельность
Родился 14 августа 1919 в эрзянском селе Захаркино Серигиевский район Куйбышевской (ныне Самарской) области в крестьянской семье. По национальности эрзянин. 

Окончил Мало-Толкайский педагогический техникум (1937), МГПИ им. В. И. Ленина (1948), годом позже Московский нефтяной институт, аспирантуру АПН (1952).
В 1953—1955 — преподаватель, декан Московского библиотечного института, с 1984 — профессор кафедры детской литературы Московского государственного института культуры.
Участник Великой Отечественной войны. В 1989 году Ф. Сетин стал инициатором создания в Москве НКО «Масторава», а также его усилиями была попытка издания общероссийской газеты эрз. «Кулят» («Новости»).
Умер 8 ноября 2003 года в Москве.

## Труды
Его труды «Возникновение русской детской литературы» (1975), «Переводные произведения в древнерусской литературе для детей» (1976), «Рождение прозы для детей» (1977) и другие посвящены формированию и становлению русской детской литературы как самостоятельной области русского словесного искусства.
Научно-педагогические взгляды Федора Сетина основаны на концепции исторического развития детской литературы в связях с другими видами искусства и культуры. Работа «Рождение прозы для детей» опубликован в журнале «Курьер ЮНЕСКО».
Сетин читал курс истории детской литературы в МГУ им. М. В. Ломоносова (1962—1972), вузах других городов страны, зарубежных университетах.

В 1950-е годы задумал издать на эрзянском языке 12 книг из серии «Сказки народов мира». Изданы 2: эрз. «Ялгань ёвкст» («Сказки друзей», 1956 — сказки стран Восточной Европы) и эрз. «Братонь ёвкст» («Братские сказки», 1960 — сказки народов СССР).
Под его редакцией в 1972 г. вышел учебник для институтов культуры «История русской литературы для детей». Развитием первых глав этого учебника стало пособие «Возникновение русской литературы для детей» (1975). Впоследствии Ф. И. Сетин работал над новым учебником по курсу, первая часть которого («История русской литературы для детей. Х — первая половина XIX в.») вышла в 1990 г.

## Достижения
Докторская диссертация Сетина «Возникновение русской детской литературы (X—XVIII вв.) и основные этапы её развития» стала одной из первых работ в отечественной науке по русской детской литературе. Вот как отзывался на данный автореферат академик Д. С. Лихачёв:
Доктор филологических наук (1979), профессор (1979). Член Союза журналистов СССР (1956).

## Коллекция документов
В течение многих лет Фёдор Иванович собирал документы, связанные с Великой Отечественной войной. В обширной коллекции письма бойцов, фотографии военного периода, газетные вырезки, воспоминания участников боевых действий, послевоенные публикации, посвящённые истории войны. После смерти Ф. И. Сетина документы переданы в Государственный архив Российской Федерации и хранятся там отдельным фондом.